# Governanti islamici di Sicilia
I governanti islamici di Sicilia, che dominarono l'isola dall'827 al 1061, possono essere suddivisi in tre categorie:
- la prima (827-910) dei governatori per conto dell'emiro aghlabide di Qayrawan;
- la seconda (910-948) dei governanti Fatimidi
- la terza (948-1053) dei Kalbiti, dinastia sciita che governò la Sicilia come un emirato indipendente (Emirato di Sicilia).

## Governatori aghlabidi (827-910)
- Asad b. al-Furāt b. Sinān (827–828)
- Muḥammad b. al-Jawārī (828–829)
- Zuhayr b. Ghawth (829–830)
- Asbagh b. Wakīl (830)
- 'Othman b. Kohreb (830-832)
- Abu Fihr Muhammad b. 'Abd Allah al-Aghlab (832–835)
- Fadl b. Ya'qub al-Fazārī (835)
- Abu l-Aghlab Ibrahim b. 'Abd Allah (835–851)
- Abu l-Aghlab al-'Abbas b. al-Fadl b. Ya'qub al-Fazārī (851–861)
- Aḥmad b. Yaʿqūb b. al-Fazārī (861–862)
- ʿAbd Allāh b. Sufyān b. Sawāda b. Sufyān b. Sālim (862–869)
- Muḥammad b. Khafāja (869–871)
- Muḥammad b. Abī Ḥusayn (871)
- Rabāḥ b. Yaʿqūb al-Fazārī (871)
- Abū l-ʿAbbās b. Yaʿqūb b. ʿAbd Allāh (871)
- ʿAbd Allāh b. Yaʿqūb (871)
- Aḥmad b. Yaʿqūb b. Mudha b. Sawāda b. Sufyān b. Sālim (872)
- Al-Ḥusayn b. Rabāḥ b. Yaʿqūb al-Fazārī (872)
- Abū l-ʿAbbās ʿAbd Allāh b. Muḥammad b. ʿAbd Allāh b. al-Aghlab (873)
- Ḥabbashi Abū Malik Aḥmad b. Yaʿqūb ʿUmar b. ʿAbd Allāh b. Ibrāhīm I b. al-Aghlab (873–875)
- Jaʿfar b. Muḥammad b. Khafaja (875–878)
- Khurj al-Ruuna al-Aghlab b. Muḥammad al-Aghlab (usurpatore, 878)
- Ḥusayn b. Rabāḥ (seconda volta, 878–881 ca)
- Ḥasan b. al-ʿAbbās (881–882)
- Muḥammad b. Faḍl (882–884/885)
- al-Ḥusayn b. Aḥmad (884/885)
- Sawāda b. Muḥammad ibn Khafāja (885–887)
- Abū l-ʿAbbās b. ʿAlī (usurpatore, 887-890)
- Sawāda ibn Muḥammad ibn Khafāja (seconda volta, 886–892)
- Muḥammad ibn Faḍl (seconda volta, 892–898)
- Aḥmad ibn ʿUmar (898-900)
- ʿAbd Allāh b. Ibrāhīm ibn Aḥmad (900)
- Abū Malik Aḥmad b. ʿUmar b. ʿAbd Allāh (900)
- Abū l-ʿAbbās ʿAbd Allāh b. Ibrāhīm (900–902)
- Ibrāhīm (II) ibn Aḥmad ibn al-Aghlab (emiro di Tunisi 875-902) (902)
- Abū Muḍar Ziyādat Allāh b. Abī l-ʿAbbās (emiro di Tunisi 903-909) (902–903)
- Muhammad ibn al-Sarqūsī (903)
- ʿAlī b. Muḥammad b. Abī Fawāris (903)
- Aḥmad b. Abī Ḥusayn ibn Rabāḥ (903–909)
- ʿAlī b. Muḥammad b. Abī Fawāris (seconda volta, 909–910)

## Governatori fatimidi (910-948)
- Ḥasan ibn Aḥmad ibn ʿAlī ibn Kulayb, soprannominato Ibn Abī Khinzīr (910–912)
- Khalīl ibn Isḥāq (912)
- ʿAlī b. ʿUmar Balawī (912–913)
- Aḥmad b. Ziyādat Allāh b. Qurhub (913–916)
- Abū Saʿīd Mūsā b. Aḥmad, chiamato al-Ḍāʾif (916–917)
- Salīm b. Asad ibn Rashīd al-Kutāmī (917–937)
- Abū l-ʿAbbās Khalīl b. Isḥāq b. Ward (937–944)
- Ibn Attaf al-Azdī (944–946)
- Muḥammad b. Ashʿat (946–947)
- Ibn Attaf al-Azdī (seconda volta 947–948)

## Emiri del periodo kalbita (948-1053)
- Abū l-Qāsim al-Ḥasan ibn ʿAlī ibn Abī l-Ḥusayn (948-954) † 964
- Aḥmad I b. al-Ḥasan Abī l-Ḥusayn (954-969)
- Abū l-Qāsim ʿAlī ibn al-Ḥasan (969-982)
- Jābir al-Kalbī (982-983)
- Jaʿfar I al-Kalbī (983-985)
- ʿAbd Allāh al-Kalbī (985-989)
- Yūsuf ibn al-Kalbī (989-998)
- Jaʿfar II al-Kalbī (998-1019)
- Aḥmad II al-Akḥal (1019-1037)
- Abd Allah ibn al-Mu'izz (1037-1040) (interregno, sovrano ziride)[3]
- Ḥasan II al-Ṣāmṣām (1040-1053)

## Governatori del periodo dei Qaidati (1053-1086)
Dopo il 1053 l'Emirato di Sicilia si sfaldò, dando origine a una sorta di "taifa" siciliane, in quello che viene chiamato anche "periodo dei Qaidati".
- Catania (1053-?): Ibn al-Maklātī, sconfitto da Ibn al-Thumna[4]
- Siracusa e più tardi Catania (1053-1062): Ibn al-Thumna[4]
- Girgenti e Castrogiovanni (1053-1065): ed altre città: Ibn al-Hawwas; successivamente Girgenti fu amministrata da Ayyoub ibn Tamim (governante ziride) che unì le taifa; infine entrambe le città passarono sotto il controllo di Ibn Hammud fino al 1087.[5][4]
- Trapani e Mazara (1053-1071): Abd Allah ibn Mankut, fino al 1053 (?)[4]
- Palermo (1068-1071): Repubblica[6], caratterizzata da un governo oligarchico; in seguito subentrò il governo ziride sotto ʿAlī ibn al Muʿizz Ibn Bâdîs per tornare fino al 1072 di nuovo sotto il Comune (Gamâ’ah)[4]
- Siracusa e Catania: (1071-1086) Ibn Abbad (Benavert)

Nel 1061 sbarcarono a Messina i Normanni, che nel 1072 occuparono Palermo. L'ultima città rimasta agli arabi, Noto, cadde nel 1091.

### Esplicative
1. ↑  L'elenco dei governanti siciliani non è esaustivo e si basa su quello fornito da Michele Amari.

### Bibliografiche
1. ↑   Michele Amari, Biblioteca arabo-sicula, vol. 2, E. Loescher, 1881,  p. 723.
2. ↑  (EN) Alex Metcalfe, Muslims of Medieval Italy, Edinburgh University Press, 11 marzo 2014,  p. xii, ISBN 978-0-7486-8843-2.
3. ↑   Giacomo E. Carretto, Claudio Lo Jacono e Alberto Ventura, Maometto in Europa: Arabi e Turchi in Occidente, 622-1922, A. Mondadori, 1982,  p. 265. URL consultato il 28 novembre 2023.
4. 1 2 3 4 5 6   Alberto Costantino, Gli arabi (PDF), su trapaninostra.it,  p. 60 (archiviato dall'url originale il 7 aprile 2015).
5. ↑   Goffredo Malaterra, Imprese del conte Ruggero e del fratello Roberto il Guiscardo, Flaccovio, 2000,  p. 53.
6. ↑   Michele Amari, Storia dei musulmani di Sicilia, vol. 3, F. Le Monnier, 1868,  p. 109.